# La Citoyenne (journal)
Ne doit pas être confondu avec La Citoyenne.

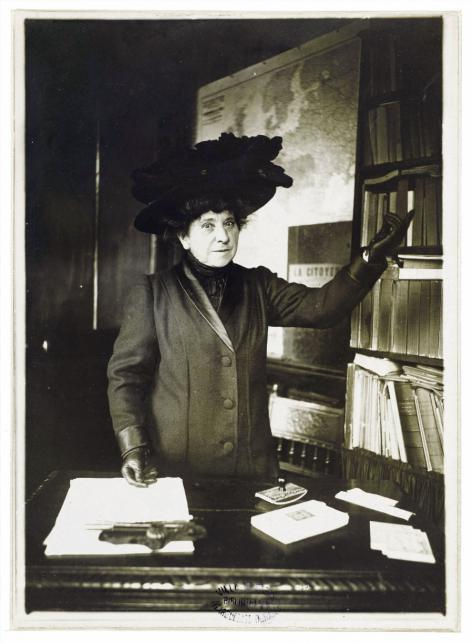
Hubertine Auclert, fondatrice du journal La Citoyenne. Photographie de Harlingue, 1910. Paris, bibliothèque Marguerite Durand.

La Citoyenne est un journal féministe publié à Paris de 1881 à 1891 par Hubertine Auclert. Son premier numéro paraît le 13 février 1881 à un rythme bimensuel. Le journal est un défenseur énergique et inlassable de l'émancipation des femmes, exigeant des modifications au Code civil, qui relègue les femmes à un statut inférieur. Le journal exige que les femmes aient le droit de voter et de se présenter aux élections, affirmant que les lois injustes ne seraient jamais votées si les points de vue des femmes parlementaires étaient entendus. De notables féministes comme Marie Bashkirtseff écrivent des articles pour le journal.
Au cours de l'existence du journal, la Ligue des droits de la femme est fondée par Léon Richer en 1882 et en 1888 le Conseil international des femmes  (CIF) est créé ; il s'agit de la première organisation féministe internationale. En 1891, Hubertine Auclert est à court d'argent et son journal ferme. Cette même année, la militante Maria Martin (1839-1910) lance le Journal des femmes et le 9 décembre 1897, la très médiatisée actrice et journaliste Marguerite Durand (1864-1936) continue la défense de la cause et ouvre un autre journal féministe, La Fronde.

## Archives

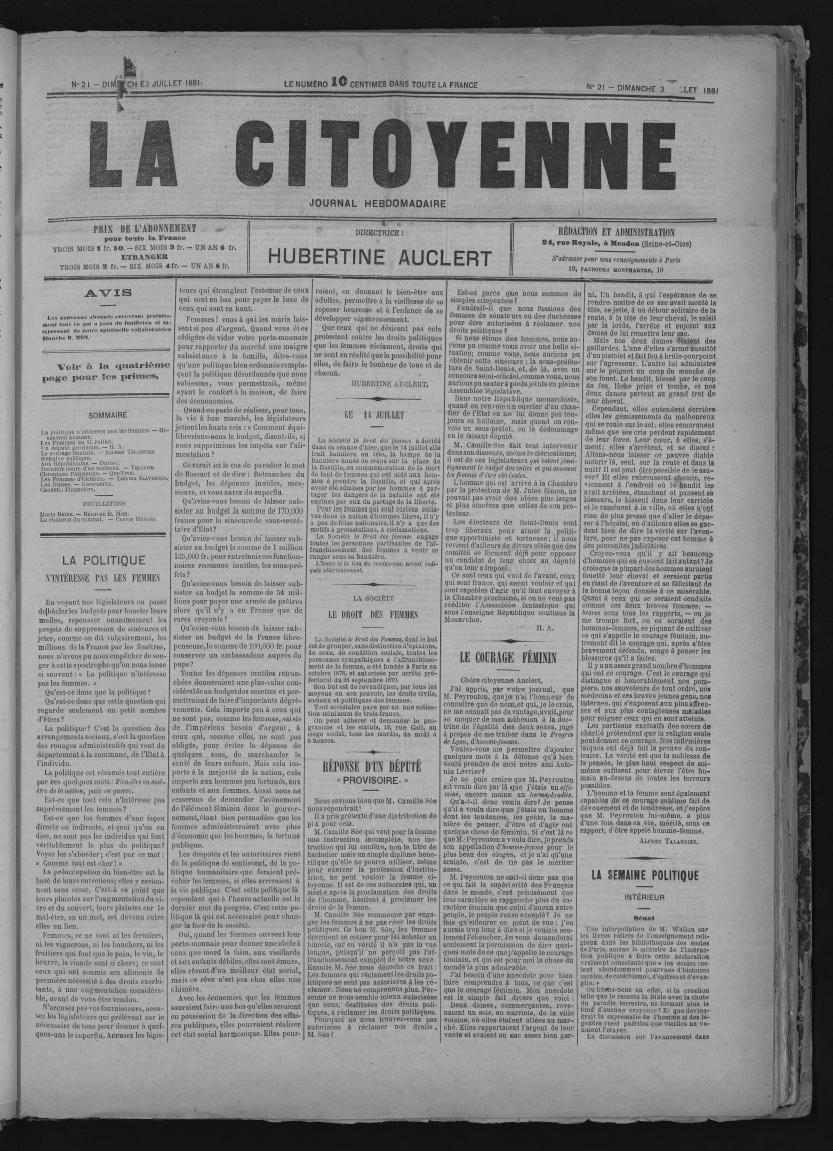
La Citoyenne, n° 21, 3 juillet 1881.

- La bibliothèque Marguerite-Durand (13e arrondissement de Paris) en conserve des numéros.
- Exemplaires numérisés du journal disponibles sur le site internet des bibliothèques spécialisées de la ville de Paris.

## Source de la traduction
- (en) Cet article est partiellement ou en totalité issu de l’article de Wikipédia en anglais intitulé « La Citoyenne » (voir la liste des auteurs).